# Messena westwoodii
Messena westwoodii är en insektsart som först beskrevs av Kirby 1891.  Messena westwoodii ingår i släktet Messena och familjen Eurybrachidae. Inga underarter finns listade i Catalogue of Life.